# ConIFA
Confederación de Asociaciones  Independientes de Fútbol (ConIFA) (Confederation of Independent Football Associations por sus siglas en inglés) es una institución internacional de fútbol, fundada en 2013, que tiene su sede en Luleå, Suecia. Sus miembros son únicamente aquellos que representan a una nación, dependencia, estado no reconocido, minoría, región o micronación no afiliada por cualquier motivo a la FIFA ni a sus confederaciones integrantes.
ConIFA organiza la Copa Mundial de Fútbol de ConIFA,y la Copa Mundial Femenina de Fútbol de ConIFA, además de distintos torneos continentales como lo son la: Copa Europa de Fútbol de ConIFA, Copa África de Fútbol de ConIFA, Copa América de Fútbol de ConIFA, Copa Norteamérica de Fútbol de ConIFA y la Copa Asia de Fútbol de ConIFA

## Miembros asociados

### Requisitos para la admisión de un miembro
Una asociación de fútbol puede ser elegible para solicitar la membresía de CONIFA si esta, o la entidad (minoría étnica y/o lingüística, grupo indígena, organización cultural, territorio) que representa, no es miembro de la FIFA y cumple uno o más de los siguientes criterios:
- La Asociación de Fútbol es miembro de una de las seis confederaciones de la FIFA. Estas son: AFC, CAF, Concacaf, Conmebol, OFC y UEFA.
- La entidad representada por la Asociación de Fútbol es miembro del Comité Olímpico Internacional (COI).
- La entidad representada por la Asociación de Fútbol es miembro de una de las federaciones miembro de la Asociación de Federaciones Deportivas Internacionales Reconocidas por el COI (ARISF, por sus siglas en inglés).
- La entidad representada por la Asociación de Fútbol posee un código de país ISO 3166-1.
- La entidad representada por la Asociación de Fútbol es un territorio independiente de facto. Un territorio es considerado independiente y de facto si cumple todos los requisitos siguientes:
  - un territorio bien definido;
  - una población permanente;
  - un gobierno autónomo, y
  - reconocimiento diplomático por al menos un estado miembro de las Naciones Unidas.
- La entidad representada por la Asociación de Fútbol está incluida en la lista de las Naciones Unidas de territorios no autónomos.
- La entidad representada por la Asociación de Fútbol está incluida en el directorio de países y territorios del Travelers' Century Club (TCC).
- La entidad representada por la Asociación de Fútbol es miembro de la Organización de Naciones y Pueblos No Representados (UNPO) y/o de la Unión Federal de Nacionalidades Europeas (FUEN, por sus siglas en inglés).
- La entidad representada por la Asociación de Fútbol es una minoría incluida en el Directorio Mundial de Minorías y Pueblos Indígenas publicado por el Minority Rights Group International.
- La entidad representada por la Asociación de Fútbol es una minoría lingüística cuyo idioma está incluido en la lista ISO 639.2.

### Lista de miembros
Actualizado el 17 de junio de 2025.

### Selecciones Masculinas

#### Europa(18)
- Abjasia

- Armenia Occidental

- Cameria

- Cantón del Tesino

- Cerdeña

- Chipre del Norte

- Cornualles

- Dos Sicilias

- Ellan Vannin

- Gozo

- Laponia

- Occitania

- Osetia del Sur

- Padania

- País Sículo

- Rouet-Provenza

- Recia

- Rutenia Subcarpática

Asia (8)
- Cachemira

- Hmong

- Kurdistán

- Pakistán All Stars

- Panjab

- Tamil Eelam

- Tíbet

- Turquestán Oriental

África (4)
- Biafra

- Cabilia

- Katanga

- Yoruba

Norteamérica (5)
- Cascadia
- Consejo de Deportes Indígenas de Alberta
- Quisqueya
- Kuskatan
- SNBM

Sudamérica (6)
- Aimara
- Comunidad Armenia Argentina
- Pueblo guna
- Mapuche
- Maule Sur
- São Paulo

Oceanía (2)
- Hawái
- Papúa Occidental

#### Miembros anteriores (40)
- Alta Hungría
- Artsaj
- Barotselandia
- Barāwe
- Coreanos en Japón
- Crimea
- Darfur
- Délvidék
- Donetsk
- Groenlandia
- Franconia
- Heligoland
- Islas Chagos
- Islas Ryūkyū
- Karen
- Kiribati
- Lazistán
- Lugansk
- Mariya
- Matabelelandia
- Mónaco
- Niza
- Parroquias de Jersey
- Pueblo Arameo
- Pueblo Gitano
- Pueblo Lezguino
- Pueblo Rohinyá
- Quebec
- Isla de Elba
- Rapa Nui
- Sahara Occidental
- Sicilia
- Skåneland
- Somalilandia
- Sotho
- Transnistria
- Tuvalu
- Yorkshire
- Yoruba NFF
- Zanzíbar

### Selecciones Femeninas

#### Europa(3)
- Laponia
- País Sículo
- Occitania

Asia (3)
- Girl Power FA
- Tamil Eelam
- Tíbet

#### Miembros anteriores (1)
- Matabelelandia

## Ligas asociadas

### Ligas de primera división
Actualmente la ConIFA cuenta con un total de 9 ligas oficiales. 
| Ciudad, país o región                                                                                     | Nombre oficial               | Nombre comercial                 | Participantes | Temporada Actual    | Campeón Defensor           | Máximo Campeón                          | Copas Nacionales                 |
| --- | ---------------------------- | -------------------------------- | ------------- | ------------------- | -------------------------- | --------------------------------------- | -------------------------------- |
| Abjasia (enlace roto disponible en Internet Archive; véase el historial, la primera versión y la última). | Чемпионат Абхазии По Футболу | APSNY Premier League             | 8 equipos     | 2022(Terminada)     | Ritsa FC (2022)            | Nart Sukhumi(14)                        | Abkhazian Cup Abkhazia Super Cup |
| Artsaj | Արցախի ֆուտբոլային լիգա      | Artsakh Football League          | 10 equipos    | 2021(Abandonada)    | Berd Askeran FC (2019)     | Lernayin Artsaj FC Berd Askeran FC(1)   | Artsakh Cup                      |
| Biafra | BFA Premier League           | BFA Premier League               | 8 equipos     | 2020(Terminada)     | Orental FC (2020)          | ?                                       |                                  |
| Cascadia                                                                                                  | Cascadia Premier League      | Cascadia Premier League          | 8 equipos     | 2023(A disputarse)  | OVF Alliance (2022)        | Spokane Shadow Washington Premier FC(2) |                                  |
| Chipre del Norte                                                                                          | KTFF Süper Lig               | AKSA Superlig                    | 16 equipos    | 2022-2023(En Juego) | Mağusa Türk Gücü (2021-22) | Çetinkaya Türk SK                       |                                  |
| Tíbet | ग्याल्युम चेन्मो मेमोरियल गोल्डकप        | Gyalyum Chenmo Memorial Gold Cup | 16 equipos    | 2022(Terminada)     | Dhondupling FC (2022)      | Dhondupling FC(6)                       | Tibetan Champions League         |

### Ligas de Ascenso
Además de contar con ligas de primera división, también contamos con ligas de ascenso.
| En verde claro las de 2.ª división. | En verde Oscuro las de 3.ª división. | En blanco las de 4.ª división. |

| Nombre Oficial                        | Nombre Comercial                      | Participantes           | Ciudad,País o Región                | Última Temporada |
| ------------------------------------- | ------------------------------------- | ----------------------- | ----------------------------------- | ---------------- |
| Cascadia Premier League 2             | Cascadia Premier League 2             | 12 equipos en 2023      | Washington                          | 2022             |
| KTFF Lig.1                            | AKSA Lig.1                            | 16 equipos en 2022-2023 | República Turca del Norte de Chipre | 2021-2022        |
| División 1 de Kurdistán               | Kurdistán Lig.1                       | 18 equipos en 2021-2022 | Kurdistán iraquí                    | 2021-2022        |
| Segunda División de Balompié Mexicano | Segunda División de Balompié Mexicano | 13 equipos en 2023      | México                              | 2023             |
| BTM 1.Lig                             | Bölgesel BTM 1.Lig                    | 19 en 2021-2022         | República Turca del Norte de Chipre | 2021-2022        |
| Bölgecel BTM 2.Lig                    | BTM 2.Lig                             | 39 equipos en 2019-2020 | República Turca del Norte de Chipre | 2019-2020        |

### Ligas desasociadas
| Nombre Oficial                            | Nombre Comercial                          | Participantes                   | Ciudad,País o Región         | Última Temporada |
| ----------------------------------------- | ----------------------------------------- | ------------------------------- | ---------------------------- | ---------------- |
| Liga premier de Crimea                    | CFU Premier League                        | 8 equipos en la temporada 20-21 | Crimea                       | 2021-2022        |
| Campeonato de Fútbol de Feldivek          | Felvidéki Labdarúgó-bajnokság             | 10 equipos                      | Alta Hungría (Felvidék)      | 20               |
| Campeonato de fútbol PMR                  | PMR Football Championship                 | 6 equipos en 2021               | Transnistria                 | 2022             |
| Serie A de Somalilandia                   | Somaliland Sera A                         | 9 Equipos                       | Somalilandia                 | 2022             |
| Liga premier de la DPR                    | DPR Masterg-torg Premier League           | 6 equipos                       | República Popular de Donetsk | 2021             |
| Campeonato de fútbol LPR                  | LPR Football Championship                 | 7 equipos                       | República Popular de Lugansk | 2021             |
| Desafío príncipe Rainiero III             | Challenge prince Rainier III              | 11 equipos                      | Mónaco                       | 2022             |
| Campeonato Oficial de Rapa Nui            | Campeonato COMDYR                         | 10 equipos                      | Rapa Nui                     | 2022             |
| Campeonato Nacional de fútbol de Kiribati | Kiribati National Championship            | 23 equipos                      | Kiribati                     | 2019             |
| Campeonato Nacional Indígena de Fútbol    | National Indegenous Football Championship | 18 equipos                      | Australia                    | 2019             |
| Copa de la República Saharaui             | Sahrawi Republic Cup                      | 6 equipos                       | Tindouf                      | 2021             |
| Copa de la Libertad de la ETFA            | ETFA Freedom Cup                          | 6 equipos                       | Europa                       | 2022             |
| Primera División de Zanzíbar              | PBZ Premier League                        | 16 equipos                      | Zanzíbar                     | 2021-22          |

## Competiciones
| Competencia                               |               | Año           | Anfitrión                               | Campeón              | Título         | Subcampeón         |  | Próxima edición |
| Mundial                                   |               |               |                                         |                      |                |                    |  |                 |
| Copa Mundial de Fútbol de ConIFA          |               | 2018 Detalles | Barāwe (oficial) Inglaterra (ubicación) | Rutenia Subcarpática | 1.º            | Chipre del Norte   |  | 2025 Detalles   |
| Copa Mundial Femenina de Fútbol de ConIFA | 2024 Detalles | Laponia       | Laponia                                 | 2.º                  | Tamil Eelam    | 2026 Detalles      |  |                 |
| Continental                               |               |               |                                         |                      |                |                    |  |                 |
| Copa Europa de Fútbol de ConIFA           |               | 2019 Detalles | Artsaj                                  | Osetia del Sur       | 1.º            | Armenia Occidental |  | 2025 Detalles   |
| Copa África de Fútbol de ConIFA           | 2022 Detalles | Sudáfrica     | Biafra                                  | 1.º                  | Matabelelandia | TBD                |  |                 |
| Copa América de Fútbol de ConIFA          | 2022 Detalles | Chile         | Maule Sur                               | 1°                   | Mapuche        | TBD                |  |                 |
| Copa Norteamérica de Fútbol de ConIFA     |               |               |                                         |                      |                | 2025 Detalles      |  |                 |
| Copa Asia de Fútbol de ConIFA             |               | 2023 Detalles | Portugal                                | Tamil Eelam          | 1°             | Hmong              |  | TBD             |
| Futsal                                    |               |               |                                         |                      |                |                    |  |                 |
| Copa del Mediterráneo de Futsal de ConIFA |               | 2021 Detalles | San Remo                                | Niza                 | 1.º            | Cerdeña            |  | TBD             |

### Copa Mundial de ConIFA
Desde 2014, la ConIFA organiza su propia Copa Mundial, evento bi-anual en el cual han participado alrededor de 40 miembros en total. En sus primeras dos ediciones (Laponia 2014 y Abjasia 2016) fueron 12 las selecciones que participaron en cada torneo, siendo las selecciones de Niza y Abjasia quienes ganarían dichas ediciones respectivamente. No sería hasta 2018 que la cantidad de participantes se incrementaría a 16. En esa ocasión, el anfitrión fue Barāwe, aunque se jugó en Inglaterra debido a que su selección se establece ahí. El campeón de esa edición fue Rutenia Subcarpática, quien derrotó a Chipre del Norte en la tanda de penaltis por 2-3 luego de quedar empatados sin goles.

### Copa Europa de ConIFA
En cuanto a torneos regionales se refiere, la ConIFA organiza la Copa Europa, un evento en el que participan las selecciones europeas de dicha confederación. Desde 2015, el torneo se ha jugado cada dos años, siendo la primera edición disputada en Debrecen, Hungría. En 2017, el anfitrión fue Chipre del Norte y en 2019 fue Artsaj. La edición de 2021 será realizada en Niza. 
Padania ha sido el miembro con más torneos ganados, siendo el campeón de las dos primeras ediciones. Por otra parte, Osetia del Sur fue el ganador de la tercera edición.

### Copa África  de ConIFA
La primera edición se jugó en Sudáfrica en 2022. La selección de Biafra salió campeón.

### Copa América  de ConIFA
La primera edición se jugó en Linares, Chile entre el 17 y 19 de junio de 2022. La selección de Maule Sur salió campeón.

### Copa Norteamérica de Fútbol de ConIFA
A través de un comunicado la Asociación Nacional de Balompié Mexicano reveló que serían organizadores de la primera Copa Norteamérica de Fútbol de ConIFA "La Asociación Nacional de Balompié Mexicano se complace en compartir con toda la afición y medios de comunicación que oficialmente organizaremos, participaremos y seremos sede en la Copa Norteamérica de CONIFA", la cual se tenia prevista a realizar en las fechas del 10 al 16 de septiembre de 2023, posteriormente se pospuso su realización hasta nuevo aviso.
La Copa Norteamérica de Fútbol de ConIFA es el torneo internacional de selecciones previsto a celebrarse cada dos años.

### Copa Asia de Fútbol de ConIFA
La primera edición tuvo lugar del 4 al 8 de agosto de 2023 en Portugal en la ciudad de Alcochete al sur de Lisboa por razones de seguridad, y vio ganar a Tamil Eelam.

## Fútbol femenino
Se alienta a todos los miembros de ConIFA a invertir en el fútbol femenino en sus comunidades y a crear selecciones nacionales femeninas para jugar y competir contra otros miembros de ConIFA.
El primer partido oficial de fútbol femenino de ConIFA tuvo lugar el 10 de noviembre de 2018 en el Chipre del Norte, y el seleccionado de Laponia vencieron a las anfitrionas del Chipre del Norte por 4-0 en la Copa de la Amistad Femenina.

### Copa Mundial Femenina de ConIFA
ConIFA anunció su primera Copa Mundial Femenina de Fútbol el 31 de enero de 2021, que sería organizada por País Sículo entre el 23 y el 30 de junio de 2021 e involucraría a 6 equipos pero se terminó suspendiendo por el Covid-19. En 2022 se reorganiza con sede oficial en Tíbet pero se disputaría en India con sólo 4 equipos, unos días antes de empezar se retirarían las selecciones de Matabelelandia y del País Sículo dejando sólo a la selecciones del Tíbet y Laponia que disputarían dos partidos que terminaron 13-1 y 9-0 a favor de Laponia convirtiéndose en las primeras campeonas del mundo de ConIFA.

## Clasificación mundial de ConIFA
La clasificación mundial de ConIFA se decide por una serie de elementos. Se toman en cuenta tanto los partidos contra miembros de ConIFA tanto como los partidos de miembros no afiliados a ConIFA.
- Actualizado al 1 de enero de 2020.[10]

| #  | Equipo                              | Puntos |    | #                   | Equipo | Puntos |
| -- | ----------------------------------- | ------ | -- | ------------------- | ------ | ------ |
| 1  | República Turca del Norte de Chipre | 1548   | 18 | Coreanos en Japón   | 1301   |        |
| 2  | Rutenia Subcarpática                | 1540   | 19 | Laponia             | 1293   |        |
| 3  | Kurdistán                           | 1499   | 20 | Cornualles          | 1253   |        |
| 4  | Parroquias de Jersey                | 1470   | 21 | País Sículo         | 1248   |        |
| 5  | Artsaj                              | 1453   | 22 | Cabilia             | 1231   |        |
| 6  | Osetia del Sur                      | 1438   | 23 | Ellan Vannin        | 1194   |        |
| 7  | Abjasia                             | 1433   | 24 | Turquestán Oriental | 1192   |        |
| 8  | Panjab                              | 1424   | 25 | Cerdeña             | 1178   |        |
| 9  | Padania                             | 1400   | 26 | Somalilandia        | 1175   |        |
| 10 | Matabelelandia                      | 1394   | 27 | Mariya              | 1167   |        |
| 11 | Cascadia                            | 1388   | 28 | Barāwe              | 1142   |        |
| 12 | Yorkshire                           | 1379   | 29 | Recia               | 1133   |        |
| 13 | RP de Lugansk                       | 1375   | 30 | Tíbet               | 1128   |        |
| 14 | Cameria                             | 1363   | 31 | Papúa Occidental    | 1110   |        |
| 15 | Armenia Occidental                  | 1332   | 32 | Islas Chagos        | 1069   |        |
| 16 | Tamil Eelam                         | 1326   | 33 | Darfur              | 1022   |        |
| 17 | RP de Donetsk                       | 1311   | 34 | Tuvalu              | 969    |        |

## Autoridades

### Presidentes
| N.º | Nombre           | Nacionalidad | Mandato                     | Nota  |
| --- | ---------------- | ------------ | --------------------------- | ----- |
| 1   | Per-Anders Blind | Suecia       | 7 de junio de 2013-presente | [ 1 ] |

### Vicepresidentes
| N.º | Nombre            | Nacionalidad | Mandato       | Nota |
| --- | ----------------- | ------------ | ------------- | ---- |
| 1   | Malcolm Blackburn | Isla de Man  | 2014-2016     |      |
| 2   | Kristof Wenczel   | Hungría      | 2015-presente |      |
| 3   | Dimitri Pagave    | Abjasia      | 2016-presente |      |

### Secretarios generales
| N.º | Nombre          | Nacionalidad | Mandato                                 | Nota |
| --- | --------------- | ------------ | --------------------------------------- | ---- |
| 1   | Sascha Düerkop  | Alemania     | 7 de junio de 2013-30 de abril de 2020  |      |
| 2   | Jason Heaton    | Inglaterra   | 30 de abril de 2020-2 de agosto de 2021 |      |
| 3   | Piotr Podlewski | Polonia      | 2 de agosto de 2021-7 de agosto de 2022 |      |
| 4   | Jeroen Zandberg | Países Bajos | 7 de agosto de 2022-presente            |      |

### Presidente africano
| N.º | Nombre                              | Nacionalidad | Mandato                 | Nota |
| --- | ----------------------------------- | ------------ | ----------------------- | ---- |
| 1   | Masoud Attai                        | Zanzíbar     | 7 de junio de 2013-2017 |      |
| 2   | Justin Walley                       | Inglaterra   | 2017-2020               |      |
| 3   | Christian Lubasi Luzongo Kalalaluka | Zambia       | 2020-2022               |      |
| 4   | Ngala Maimo Wajiri                  | Camerún      | 2022-presente           |      |

### Presidente asiático
| N.º | Nombre           | Nacionalidad | Mandato                 | Nota |
| --- | ---------------- | ------------ | ----------------------- | ---- |
| 1   | Safeen Kanabe    | Irak         | 7 de junio de 2013-2017 |      |
| 2   | Jens Jockel      | Alemania     | 2017-2020               |      |
| 3   | Motoko Jitsukawa | Japón        | 2020-2022               |      |
| 4   | Ruby-Ann Kagaoan | Filipinas    | 2022-presente           |      |

### Presidente europeo
| N.º | Nombre          | Nacionalidad | Mandato                     | Nota |
| --- | --------------- | ------------ | --------------------------- | ---- |
| 1   | Alberto Rischio | Italia       | 7 de junio de 2013-presente |      |

### Presidente latino
| N.º | Nombre           | Nacionalidad | Mandato       | Nota |
| --- | ---------------- | ------------ | ------------- | ---- |
| 1   | Jens Jockel      | Alemania     | 2013-2017     |      |
| 2   | Zam Gutierrez    | México       | 2017-2019     |      |
| 3   | Diego Bartolotta | México       | 2019-presente |      |

### Presidente Norteamérica y Caribe
| N.º | Nombre        | Nacionalidad   | Mandato       | Nota |
| --- | ------------- | -------------- | ------------- | ---- |
| 1   | Mark Dieler   | Alemania       | 2013-2017     |      |
| 2   | Noah Wheelock | Canadá         | 2017-2020     |      |
| 3   | Aaron Johnsen | Estados Unidos | 2020-presente |      |

### Presidente Oceanía
| N.º | Nombre                  | Nacionalidad | Mandato       | Nota |
| --- | ----------------------- | ------------ | ------------- | ---- |
| 1   | Charles Reklai Mitchell | Palaos       | 2014-2017     |      |
| 2   | Ben Schultz             | Australia    | 2017-presente |      |

### Director fútbol femenino
| N.º | Nombre          | Nacionalidad   | Mandato                                   | Nota |
| --- | --------------- | -------------- | ----------------------------------------- | ---- |
| -   | Cassie Childers | Estados Unidos | 6 de septiembre de 2017-2019              |      |
| 1   | Kelly Lindsey   | Estados Unidos | febrero de 2019-28 de febrero de 2020     |      |
| 2   | Håkan Kuorak    | Suecia         | 28 de febrero de 2020-28 de enero de 2023 |      |
| 3   | Norma Aguilera  | México         | 28 de enero de 2023-presente              |      |